# Xe tự hành (thám hiểm không gian)

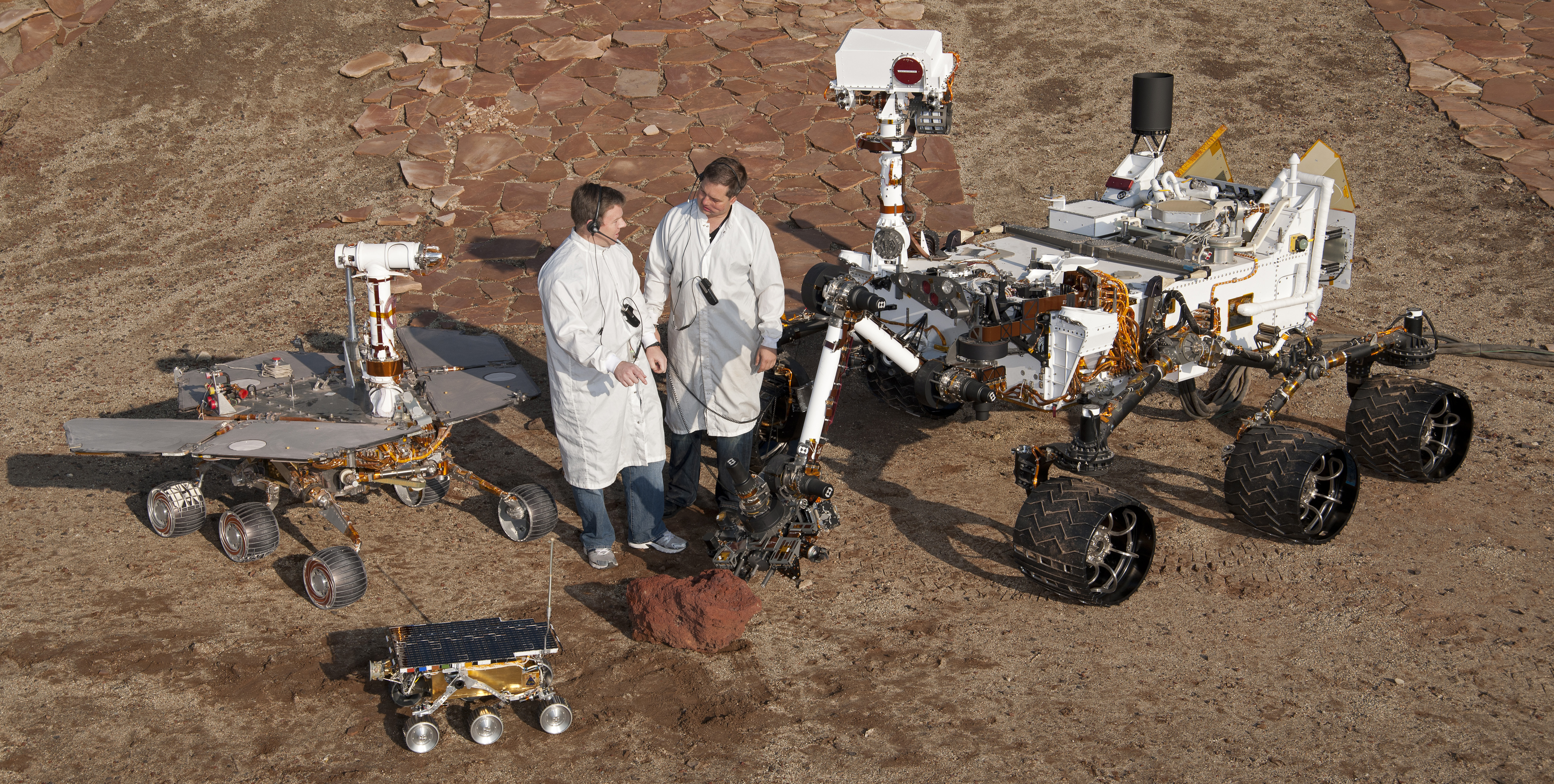
Ba thiết kế về xe tự hành Sao Hỏa khác nhau: Sojourner, MER và Curiosity.

Xe tự hành (đôi khi được gọi là xe tự hành hành tinh) là một thiết bị thăm dò bề mặt hành tinh được thiết kế để di chuyển trên bề mặt rắn tại một hành tinh hoặc một thiên thể có khối lượng hành tinh khác. Một số xe tự hành được thiết kế như phương tiện giao thông trên bộ để vận chuyển các phi hành gia; một số khác được thiết kế để tự hoạt động một phần hoặc hoàn toàn. Xe tự hành thường được tạo ra để hạ cánh trên một hành tinh khác (không phải Trái Đất) thông qua những tàu vũ trụ kiểu tàu đổ bộ, có nhiệm vụ thu thập thông tin về địa hình và thu thập các mẫu vật thuộc lớp vỏ như bụi, đất, đá và thậm chí là cả chất lỏng. Chúng là những công cụ thiết yếu trong thăm dò không gian.